# كاثرين غراينجر
كاثرين غراينجر (بالإنجليزية: Katherine Grainger)‏ (و. 1975  م) هي مجدفة بريطانية، ولدت في غلاسكو، شاركت في Rowing at the 2000 Summer Olympics – Women's quadruple sculls ‏، والتجديف في الألعاب الأولمبية الصيفية 2012 – سيدات تجديف مزدوج ‏، وRowing at the 2008 Summer Olympics – Women's quadruple sculls ‏، والتجديف في الألعاب الأولمبية الصيفية 2004 - رباعي مزدوج سيدات ‏، والتجديف في الألعاب الأولمبية الصيفية 2016 – سيدات تجديف مزدوج ‏.

## التعليم
تعلمت في جامعة إدنبرة، وجامعة غلاسكو، وكلية الملك في لندن.

## جوائز
حصلت على جوائز منها:
- ميدالية طوماس كيلر [الإنجليزية]‏ (2017)[4]
- قائد وسام الامبراطورية البريطانية.

## روابط خارجية
- كاثرين غراينجر على موقع الاتحاد الدولي للتجديف (الإنجليزية)
- كاثرين غراينجر على موقع اللجنة الأولمبية الدولية (الإنجليزية)
- كاثرين غراينجر على موقع أوليمبيديا (الإنجليزية)
- كاثرين غراينجر على موقع اللجنة الأولمبية البريطانية (الإنجليزية)